# Liste der Monuments historiques in Rubelles
Die Liste der Monuments historiques in Rubelles führt die Monuments historiques in der französischen Gemeinde Rubelles auf.

## Liste der Bauwerke
| Bezeichnung | Beschreibung              | Standort          | Kennzeichnung | Schutzstatus | Datum | Bild           |
| ----------- | ------------------------- | ----------------- | ------------- | ------------ | ----- | -------------- |
| Domäne      | Erbaut im 17. Jahrhundert | Rue Solers (Lage) | PA00087261    | Inscrit      | 1984  | weitere Bilder |

## Liste der Objekte
Zum Verständnis siehe: Kirchenausstattung
- Monuments historiques (Objekte) in Rubelles in der Base Palissy des französischen Kultusministeriums